# 오산세교 쌍용예가
오산세교 쌍용예가(영어:  Osan Segyo SSANGYONG YEGA )은 대한민국 경기도 오산시 내삼미동에 위치한 아파트 단지이다. 2017년에 완공하였다. 9개동, 727세대이다. 